# Hilfe, Aliens haben meine Eltern entführt!
Hilfe, Aliens haben meine Eltern entführt! (Originaltitel Aliens Abducted My Parents and Now I Feel Kinda Left Out, engl. für „Aliens haben meine Eltern entführt und jetzt fühle ich mich irgendwie zurückgelassen“) ist eine Science-Fiction-Komödie von Jake Van Wagoner, die im Januar 2023 beim Sundance Film Festival ihre Premiere feierte und im August 2023 in die US-Kinos kam. In dem Film geht ein Teenager davon aus, dass seine Eltern während der Erscheinung eines Kometen von Außerirdischen entführt wurden, und wartet daher auf die Rückkehr des Himmelskörpers und damit auf ein mögliches Wiedersehen mit ihnen.

## Handlung
Vor zehn Jahren wartete Calvin mit seinem Vater auf dem Dach ihres Hauses, um einen Blick auf einen Kometen zu erhaschen. Kurz später verschwanden seine beiden Elternteile auf mysteriöse Weise. 
Nun lebt Calvin in der kleinen Stadt Pebble Falls in Utah. Er ist noch immer davon überzeugt, dass seine Eltern damals von Außerirdischen entführt wurden. Daher bereitet er sich auf das Wiedererscheinen des Kometen vor und damit auch auf eine seiner Theorie nach wahrscheinliche Rückkehr seiner Eltern. Calvin hat viel über die Raumfahrt und Astronomie gelernt, die Flugbahnen von Kometen studiert und sich selbst einen Raumanzug gebaut, den er auch zum Testen in der Schule trägt. 
Als Calvin auf die High School kommt und sich die Rückkehr des Kometen nähert, zieht eine neue Familie aus der Großstadt nach Pebble Falls, Nelson und Wendy und ihre Kinder Itsy und Evan. Tochter Itsy ist von dem Umzug aufs Land nicht sonderlich begeistert. Der Teenager arbeitet gemeinsam mit einem Klassenkameraden an einem Exposé für einen Journalistenwettbewerb, um über den exzentrischen Calvin zu schreiben, die größte Kuriosität, die ihre neue Heimatstadt zu bieten hat. Daher hängt sie nun öfter mit Calvin ab, um mehr über ihn herauszufinden.

## Produktion
Regie führte Jake Van Wagoner. Das Drehbuch schrieb Austin Everett. Es handelt sich für Van Wagoner um seinen zweiten Spielfilm nach My Brother the Time Traveler aus dem Jahr 2017.

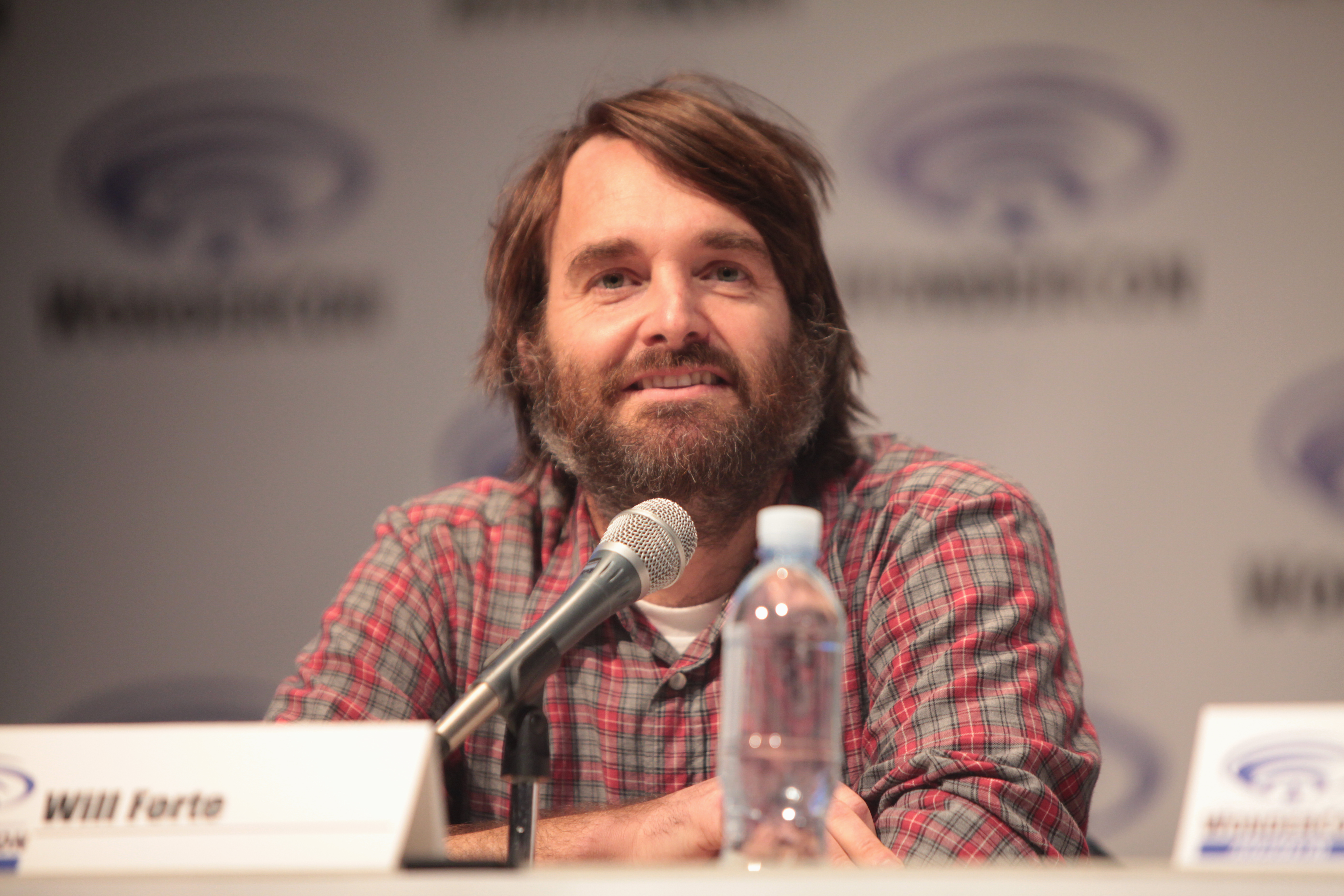
Will Forte spielt Calvins Vater Cyrus

Jacob Buster, unter anderem bekannt aus der Fernsehserie Colony, spielt Calvin als Teenager, Will Forte seinen Vater Cyrus und Elizabeth Mitchell seine Mutter Vera. Emma Tremblay ist in der Rolle von Itsy Leva zu sehen. Kenneth Cummins spielt ihren Bruder Evan, Matt Biedel und Hailey Smith ihre Eltern Nelson und Wendy. Als Kind wird Calvin von Thomas Cummins gespielt.
Hilfe, Aliens haben meine Eltern entführt! feierte am 20. Januar 2023 beim Sundance Film Festival seine Premiere. Zu dieser Zeit wurde auch der erste Trailer präsentiert. Am 18. August 2023 kam der Film in ausgewählte US-Kinos. Ende September 2023 wurde der Film beim Schlingel Film Festival gezeigt und im Oktober 2023 beim Sitges Film Festival. Im November 2023 wurde er beim Internationalen Filmfestival Thessalonik vorgestellt. In Deutschland erschien der Film am 26. Juli 2024 auf DVD und Blu-ray.

## Rezeption

### Kritiken
Von den bei Rotten Tomatoes aufgeführten Kritiken sind 87 Prozent positiv bei einer durchschnittlichen Bewertung mit 6,8 von 10 möglichen Punkten.
William Bibbiani von The Wrap erklärt in seiner Kritik, man wisse nicht, ob Calvins Glaube daran, seine Eltern seien von Aliens entführt worden, wahr oder doch nur eine Möglichkeit für ihn ist, der Vorstellung zu entkommen, einfach von ihnen verlassen worden zu sein, die für ihn inakzeptabel ist. Bibbiani erkennt in dem Film Schattierungen von Safety Not Guaranteed von Colin Trevorrow und Static von Mark Romanek. Er erzähle nicht wirklich eine neue Geschichte, wolle möglicherweise auch nur zeigen, wie junge Menschen mit eingeschränktem Zugang zu psychiatrischen Diensten ein derartiges Trauma verarbeiten.

### Auszeichnungen
Cleveland International Film Festival 2023
- Nominierung im American Independents Competition (Jake Van Wagoner)[10]